# Histoire d'Angers

Blason de la ville d’Angers.

Dans l'histoire de l'Anjou, l'histoire d'Angers revêt une importance significative, la ville étant la capitale politique, culturelle et économique du comté puis du duché d'Anjou et enfin du Maine-et-Loire.
L'occupation humaine est attestée par des mises au jour de vestiges néolithiques et protohistoriques. C'est à l'époque gallo-romaine que la ville s'implante définitivement avec la fondation de Juliomagus. Après l'époque gallo-romaine, durant le Moyen Âge, la cité d'Angers prend de l'importance avec les seigneurs angevins qui deviennent comtes et finissent par dominer les provinces voisines de la Touraine et Maine. La dynastie des Plantagenêts va transformer le comté en une puissance imposante sous l'Empire Plantagenêt. À la fin du conflit entre Capétiens et Plantagenêt, le roi de France Louis IX fait ériger le château d'Angers. Par la suite, le duc René d'Anjou y favorisera les arts et la culture ainsi que l'université d'Angers.
À la Renaissance, Angers prend la tête d'une organisation territoriale de son domaine angevin. Elle dirige une importante sénéchaussée qui coiffe d'autres sénéchaussées secondaires. Elle est également à la tête d'une circonscription administrative qui comprend six pays d'élection. Un présidial fut établi à Angers dès 1552. C’était le premier corps judiciaire de l’Anjou. La province fait partie des pays de « grande gabelle » et comprend seize tribunaux spéciaux ou greniers à sel dont celui d'Angers. Lors de la Révolution française, Angers perdra un certain nombre de prérogatives administrative et territoriale. La ville d'Angers deviendra la préfecture du département de Maine-et-Loire. Au XIXe siècle, la capitale angevine va se moderniser, avec la création de boulevards, de parcs et de monuments « haussmaniens ». Au XXe siècle, elle continue son expansion sur les plans, culturel, économique, écologique, social et urbain. Angers prend la tête d'une communauté urbaine importante : Angers Loire Métropole.

## Préhistoire

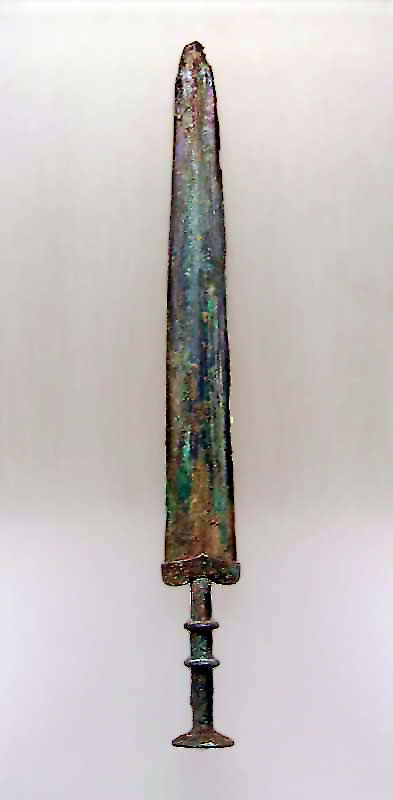
Modèle d’épée de l’âge du bronze

La plus ancienne trace d’occupation humaine remonte à 400 000 ans av. J.-C. et a été découverte rue de Frémur. Le site est occupé dès le néolithique (vers 4500-3000 av. J.-C.) puisqu’un cairn a été retrouvé sur le site actuel du château. Des rejets de silex ont également été découverts sous le logis royal.

## Antiquité

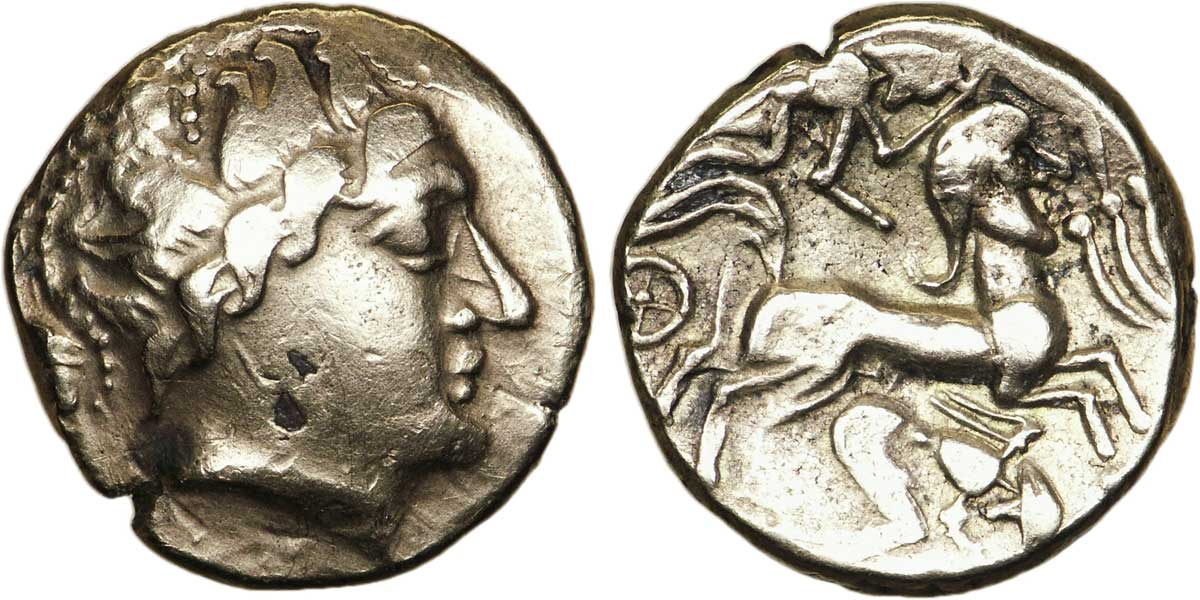
Statère d’électrum « aux aigrettes » frappé par les Andécaves.

Au Ve siècle av. J.-C., le peuple celte des Andes ou Andécaves s’établit dans la région d’Angers, surtout au nord de la Loire, et lui donne son nom. La présence d'un oppidum andécave sur le site de Juliomagus fut longtemps rejetée face au peu d'indices permettant d'étayer l'affirmation. Cependant, la campagne de fouilles préventives entre 1992 et 2003 a finalement pu démontrer l'existence d'une occupation à l'époque de La Tène finale (vers 80-70 av. J.-C.) jusqu'à la période augustéenne (10 av. J.-C.). La présence de mobiliers archéologiques, de vestiges d'un rempart à poutrages horizontaux et la découverte de voies délimitant des secteurs d'activités permettent d'envisager à nouveau l'hypothèse d'un oppidum sur le site du château.
Les armées de Jules César passent l’hiver à Angers en 57 av. J.-C. (César lui-même le mentionne dans La guerre des Gaules). Dès lors, la ville se romanise. Cependant, le nom gallo-romain de Juliomagus (« le champ de Julius »), sans doute ancien, n’est attesté qu’au IIe siècle,.
Juliomagus est délimitée à l'ouest par la Maine et à l'est par un amphithéâtre. C'était une petite ville qui ne dépassait pas les 80 ha dans son extension maximum, à comparer aux 200 ha de Nemausus (Nîmes) et aux 220 ha d'Augustudunum (Autun) et devait compter environ 3 000 habitants. L’urbanisation « à la romaine » ne se fait pas sentir avant le règne de Tibère, au début du Ier siècle ap. J.-C., date à laquelle la voirie est mise en place : le maillage est orthogonal suivant le modèle des villes romaines et apparait vers 15-20 ap. J.-C. La voie principale, le decumanus maximus, correspond aujourd’hui à la rue Saint-Aubin. Seul un unique pont dont l'emplacement est inconnu devait permettre le passage de la Maine. On suppose le Forum près de l’emplacement actuel de la cathédrale ou la présence d’un vaste monument au niveau du château ; les thermes quant à elles se trouvaient place de la République. Les connaissances sont plus nombreuses concernant l’habitat privé. Ainsi des villas se trouvaient place du Ralliement ou des ateliers de potiers et bronziers rue Toussaint, sur le site de l'actuelle bibliothèque municipale. Enfin, plusieurs nécropoles étaient situées le long des voies de communication, près de la gare et de la place Leclerc notamment. À proximité immédiate de l’actuelle rue des Arènes s’élevait autrefois l'amphithéâtre de Growan ou Grohan, construit à Angers vers 115 apr. J.-C. Il pouvait accueillir environ 6 000 spectateurs. La présence d’un amphithéâtre était à l’époque un privilège impérial dont jouissait Angers aux seuls côtés de Tours dans la région. Rue René-Brémond a été trouvé un lieu de culte dédié au dieu Mithra démontrant que Juliomaguus comportait de nombreuses villas gallo-romaines très importantes. Il s'agit de la seule présence dans l'ouest de la France du culte de ce dieu. Le sanctuaire date du début du IIIe siècle et est volontairement détruit à la fin du IVe siècle à la suite d'un incendie.
Les invasions barbares des années 275-276 ont provoqué un repli des habitants vers le promontoire de la Cité. Ainsi, au tournant des IIIe et IVe siècles est édifiée une muraille ne délimitant plus qu’une petite superficie d’environ 9 ha (l’actuelle Cité). L’enceinte, de forme ovale, mesure environ 1 250 m et est percée aux quatre points cardinaux de portes, dont la principale durant l’Antiquité est l’Orientale (devenue par la suite porte Saint-Aubin). L’épaisseur du mur atteint par endroits 4 à 5 mètres. Ce sont aujourd'hui les principaux vestiges de l’époque gallo-romaine : l'appareillage, de moellons et de briques, d'une partie de ce mur est encore visible, rue Toussaint. Les tours Villebon et de l’Évêché en sont les deux autres témoignages, quoique largement remaniées.
Le christianisme se développe à Angers et le premier évêque est mentionné en 372 (nommé Defensor – ce n'est qu'un titre, l'évêque étant alors le premier défenseur de la ville), lors de l’élection de Martin à l’évêché de Tours.
Par ailleurs, Angers est l’une des rares villes à présenter des indices de la présence précoce de populations goths dans la Gaule du Nord aux IVe et Ve siècles. Ainsi, dans la nécropole, découverte aux abords de la gare Saint-Laud, qui regroupe plus d’une centaine de sépultures datées de la fin du IIesiècle au début du Ve siècle, une dizaine de sépultures se distinguent plus particulièrement des autres, tant d’un point de vue funéraire, au niveau de l’orientation de leurs tombes, que d’un point de vue archéologique, avec la présence de mobiliers caractéristiques de la culture germano-orientale de Tcherniakhov, dont les membres sont considérés par leurs contemporains comme des Goths. Une étude de paléogénétique confirme que ces individus porteurs de mobilier germano-oriental se distinguent de la variabilité génétique locale angevine de l’Antiquité.
La ville prend au tournant du Ve siècle le nom du peuple gaulois qui l’habitait : civitas Andecavorum, ou Andecavis, à l’origine du nom Angers.

Vestiges du rempart du Bas-Empire
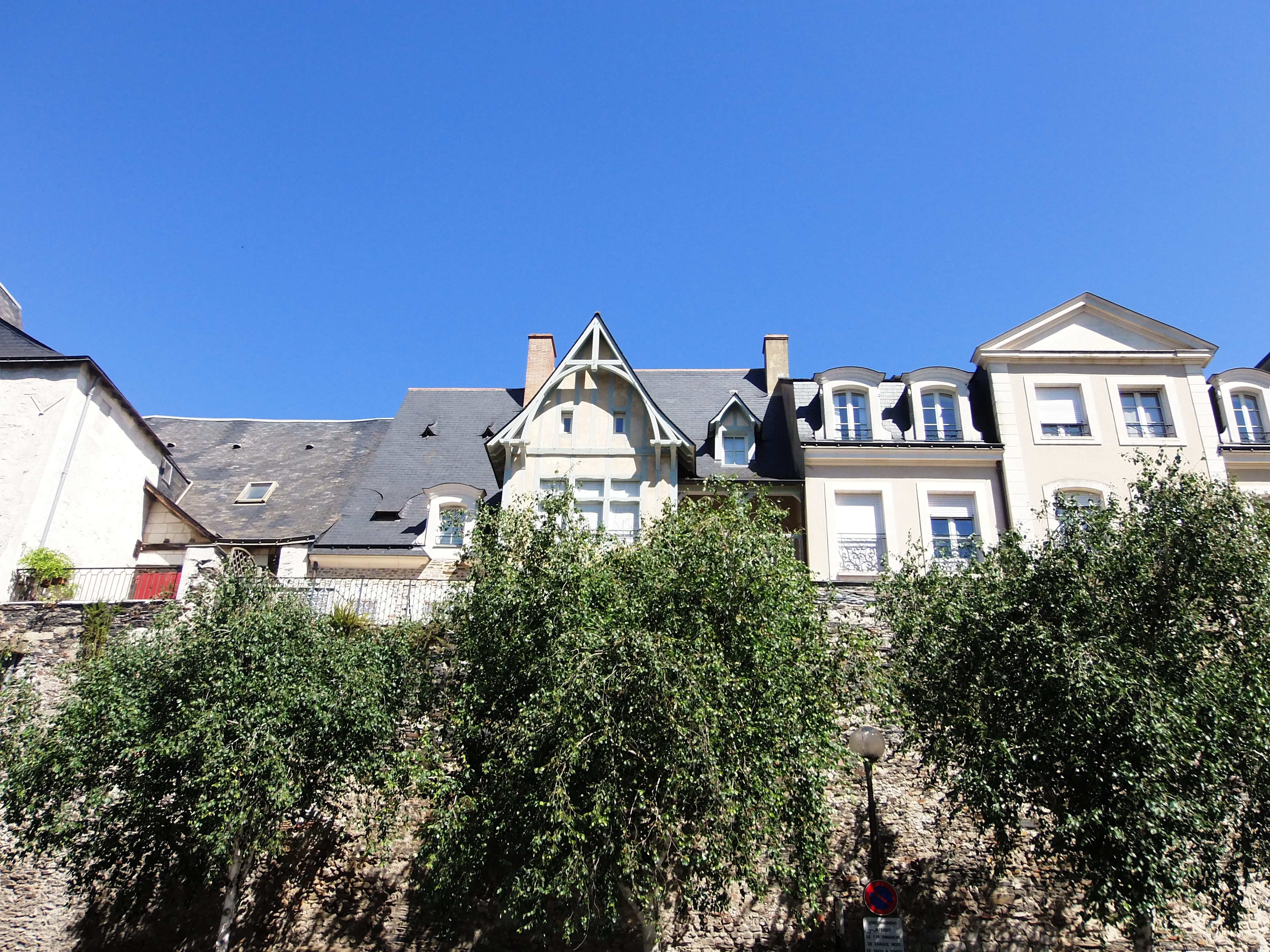
Maisons construites sur le rempart, rue Toussaint.
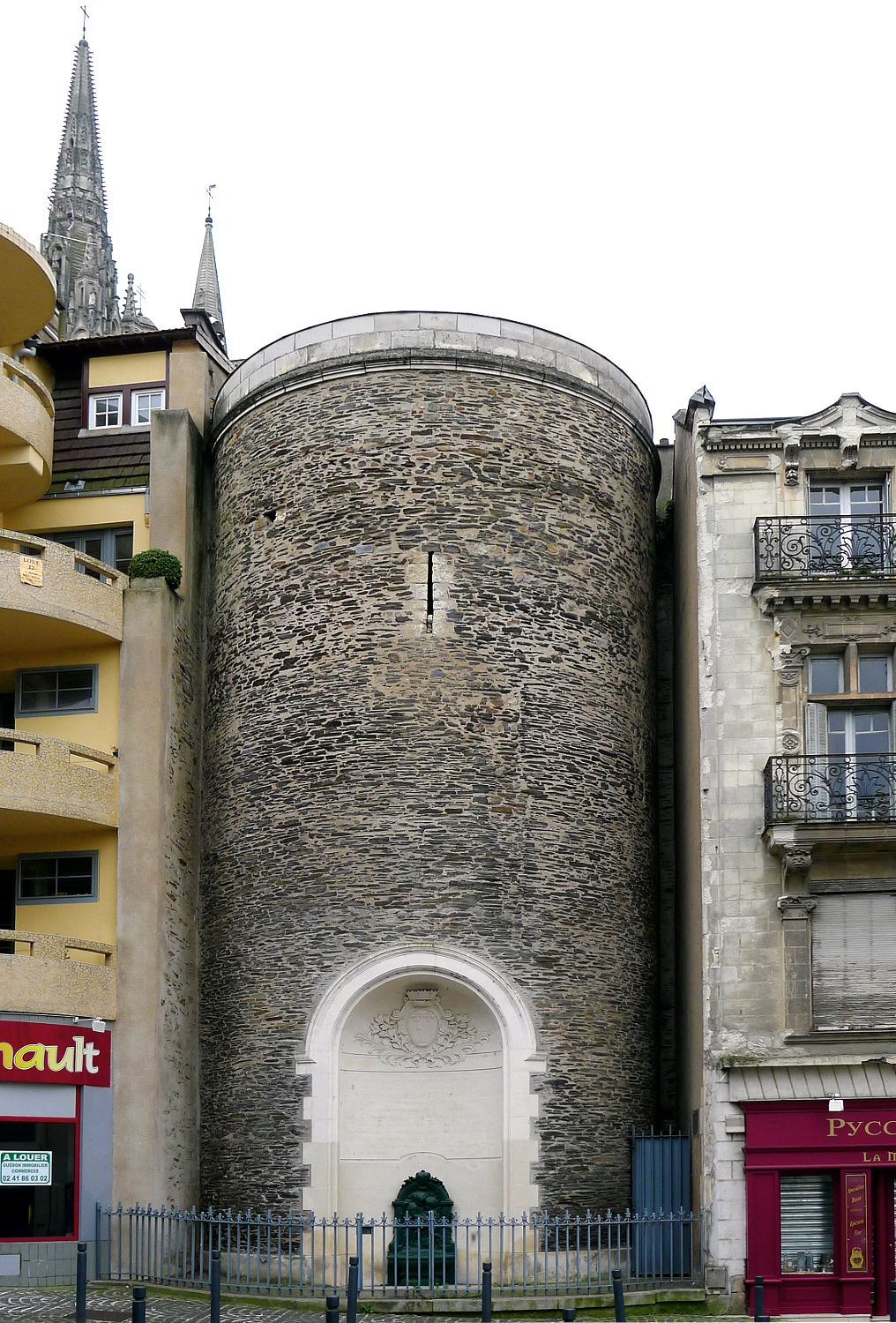
La tour Villebon.

## Moyen Âge

### Des invasions normandes et bretonnes à l'Empire Plantagenêt

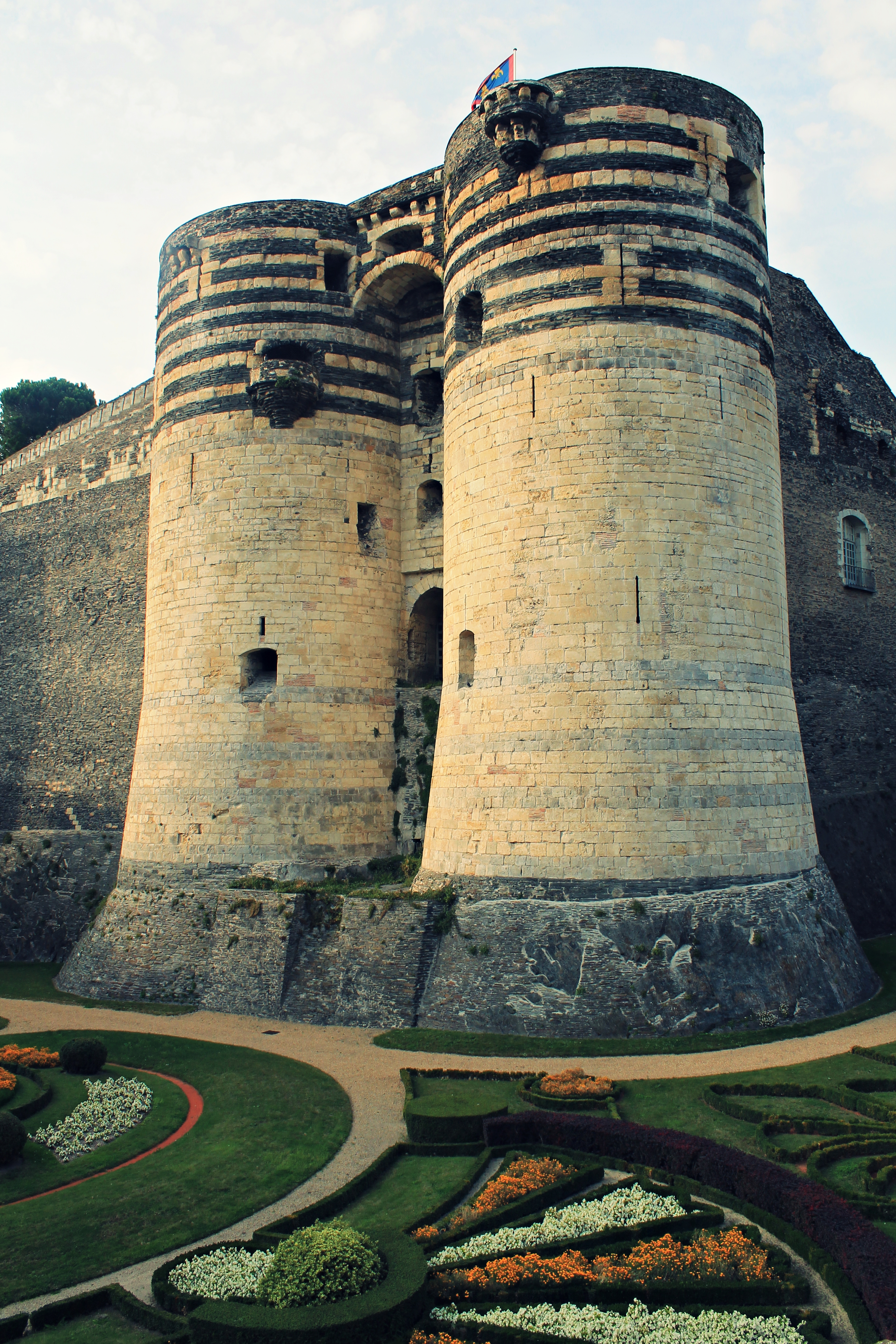
Le château d'Angers, édifié à partir du XIIIe siècle.

En périphérie de la Cité, des nécropoles sont érigées à partir du IVe siècle pour accueillir les premiers évêques de la ville (sur le site de l’actuelle place du Ralliement). Vingt-cinq sarcophages mérovingiens y ont été mis au jour en 2008. Vers le milieu du VIe siècle est consacrée la première abbaye (Saint-Aubin) – selon la légende par l'évêque de Paris, saint Germain – afin d’abriter le tombeau d'Aubin. L'abbaye Saint-Serge est créée environ un siècle plus tard par les rois mérovingiens Clovis II et Thierry III. L'église cathédrale de la ville est dédiée à saint Maurice en 770.
Le milieu du IXe siècle voit apparaitre des temps troublés. Tant les Bretons que les Normands font d’incessantes incursions en Anjou. Le comte s’installe même à l’emplacement actuel du château afin de surveiller la rivière. La ville sera néanmoins pillée par le chef viking Hasting en 845, puis à nouveau en 852. Après la bataille de Jengland, Charles le Chauve et Erispoë, chef breton, se rencontrent à Angers en septembre 851 pour signer le traité d'Angers qui donne à la Bretagne les pays rennais, nantais et de Retz, fixant ainsi les limites frontalières de la Bretagne. Charles le Chauve décide alors en 853 d’établir une marche autour des territoires de l'Anjou, de la Touraine, du Maine et du pays de Sées. Il la confie à Robert le Fort qui sera tué en 866 au cours de la bataille de Brissarthe. Finalement, en 872, les Normands prennent la ville et s’y installent pendant près d’un an. Charles le Chauve intervient lui-même aux côtés de Salomon de Bretagne pour les en déloger. Le roi de Bretagne détourne alors la Maine, ce qui met les bateaux viking à sec et ôte une protection au château. Hasting négocie son départ en offrant une part du butin. Ce détournement est à l'origine du canal de la tannerie, comblé seulement au XIXe siècle,.
Les derniers Carolingiens, rois des Francs et comtes d’Anjou, délèguent la gestion du comté à des vicomtes à partir de la fin du IXe siècle. L’un d’entre eux, Foulque le Roux, deviendra Foulque Ier d'Anjou en 929 et fondera ainsi la première dynastie des comtes d’Anjou. La région s’apaise et le rôle militaire d’Angers aux marches du Royaume disparait pour plusieurs siècles.
Le calme retrouvé, la ville se développe par le biais de nombreux bourgs et faubourgs. Au XIe siècle, Foulque Nerra, comte d’Anjou, laisse à Angers une empreinte considérable. Il fait restaurer l’église Saint-Martin, le plus vieux monument actuel de la ville ; favorise la fondation d’abbayes bénédictines (Saint-Nicolas et Notre-Dame-de-la-Charité, future abbaye du Ronceray) – il fait également creuser l’étang Saint-Nicolas sur le Brionneau – ; enfin, il fait édifier le premier pont de pierre à l’emplacement du pont de Verdun. Toutes ces installations en rive droite de la Maine sont à l’origine du quartier de la Doutre. Son surnom – « le noir » – lui a été attribué postérieurement, au XIIe siècle. De son vivant, il était appelé « l’Ancien » ou le « Jérosolimitain » du fait de plusieurs pèlerinages à Jérusalem.

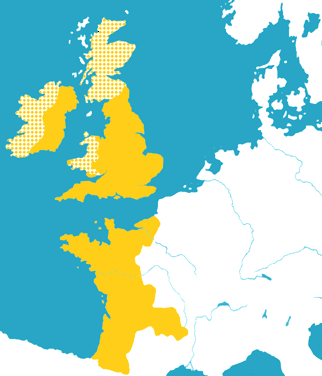
L'empire Plantagenêt sous Henri II d'Angleterre (XIIe siècle).

À partir de 1060, la dynastie Plantagenêt prend le titre comtal avec Geoffroy III le barbu, petit-fils de Foulque Nerra. Ceux-ci vont progressivement être à la tête d’un empire éphémère s’étendant des Pyrénées à l’Irlande. Au XIIe siècle, un historien anglais, Raoul de Diceto, vante la magnificence des édifices romans angevins. Ceux-ci, notamment les abbayes Saint-Aubin, Saint-Nicolas, ou encore le palais comtal, ont disparu, à l’exception du palais épiscopal et d’une partie du cloître de l’abbaye Saint-Aubin. Vers 1180, Henri II Plantagenêt favorise l’installation de l’hôpital Saint-Jean, l’un des édifices hospitalier médiévaux les plus remarquables de France. L'empire s'écroule en 1205 après que le roi de France Philippe Auguste se soit emparé de la Normandie, du Maine, de l'Anjou et de la Touraine – le Poitou tombera en 1224 – ; Jean sans Terre ne conserve plus dans le royaume de France que le duché d'Aquitaine. Le coup est toutefois sévère car le roi d'Angleterre a perdu le fleuron de son empire, la Normandie, et son berceau, l'Anjou.
Angers est dès lors rattachée au domaine royal capétien et son rôle militaire au sein des marches des possessions directes du roi de France réapparait. Le duché de Bretagne, par le biais du baillistre Pierre de Mauclerc, s’empare de l’Anjou en 1230 avant d’être délogé par les troupes du Roi. En conséquence, Blanche de Castille fait construire une forteresse et une nouvelle enceinte de 3 800 m de long, sur les deux rives de la rivière. L’enceinte du Bas-Empire devient quant à elle à partir du XIIIe siècle une clôture canoniale, faisant de la Cité un bastion dans la ville interdit aux laïcs.

### L'âge d'or de la cité et du Duché d'Anjou

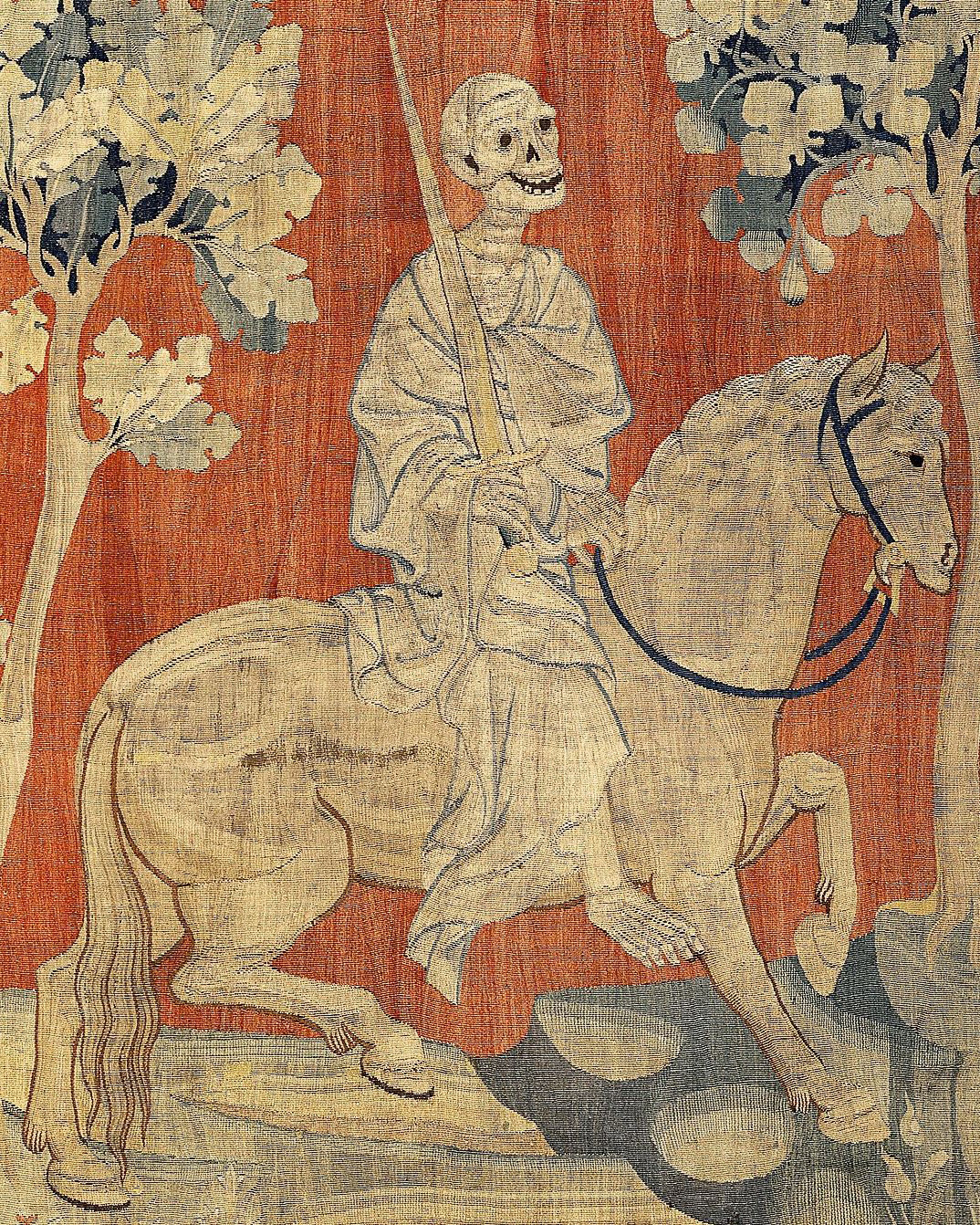
Le cheval livide et la mort, Tenture de l'Apocalypse.

En 1246, Louis IX donne le comté en apanage à son frère Charles Ier qui fonde la deuxième dynastie puis en 1356 Jean II le Bon le concède en faveur de son fils Louis Ier. En 1360, le comté est érigé en duché. Louis Ier, le premier duc d’Anjou, établit un droit de péage sur les marchandises traversant le duché afin d’entretenir les fortifications de la ville. Cette taxe, la « cloison », en sera la principale ressource. Il établit également formellement l'université d'Angers en 1364 qui sera définitivement constituée en 1432 avec ses quatre facultés : droit, médecine, théologie et arts. Plus important, il commande à un marchand parisien, Nicolas Bataille, la tapisserie de l'Apocalypse selon saint Jean, d'après les cartons du peintre Hennequin de Bruges. Cette œuvre est le plus important ensemble de tapisseries médiévales subsistant au monde. 

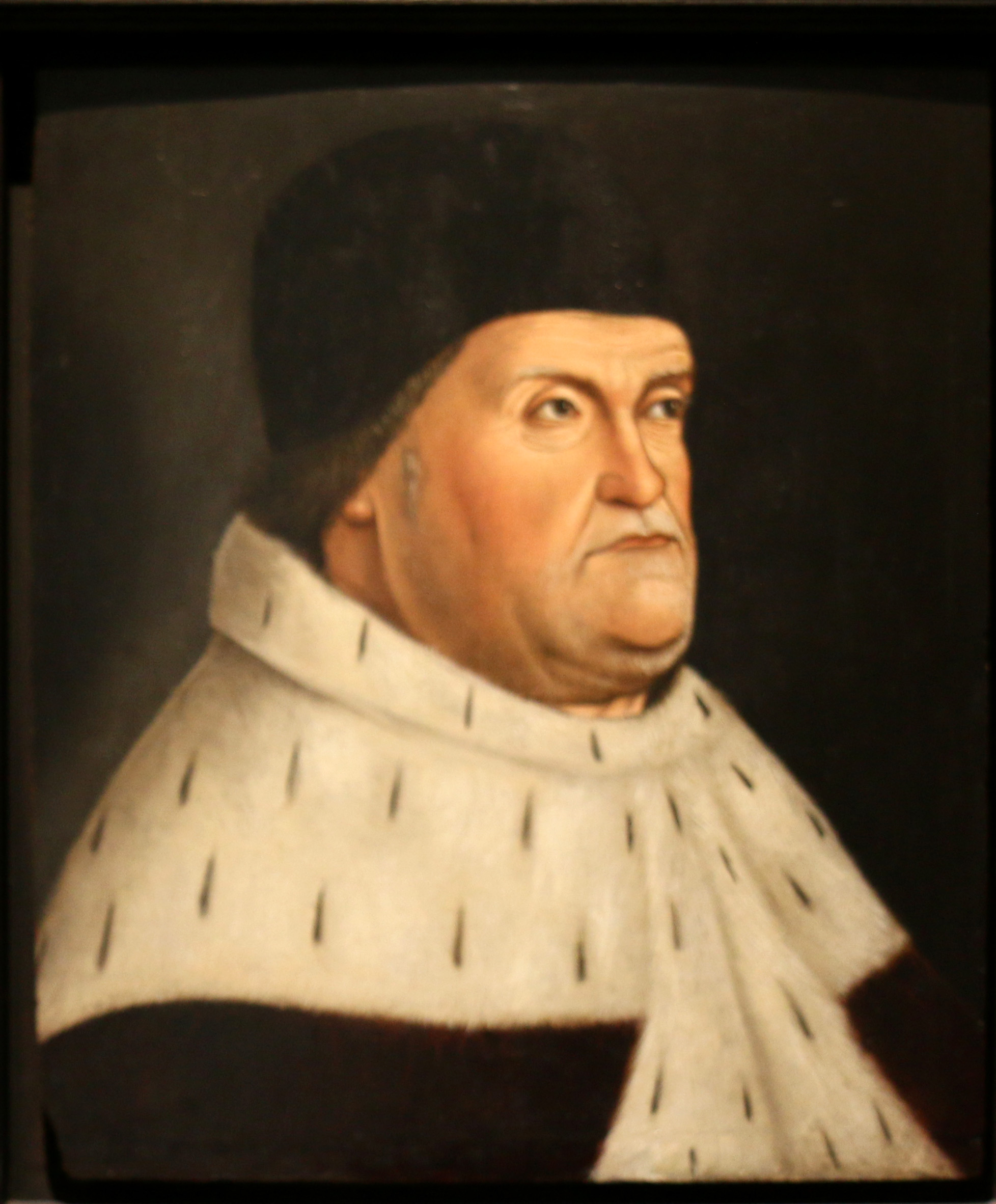
René d'Anjou.

L’année 1434 voit le commencement du règne du « bon roi René », duc d'Anjou, de Lorraine et de Bar, comte de Provence, roi de Naples et de Jérusalem. Le roi René d'Anjou a contribué à la relance de l'économie locale, très affectée au début du XVe siècle par les séquelles de la peste (1347-1350) et par les conflits incessants, dont la guerre de Cent Ans (1337-1453). Il fut un homme d'une grande culture et d'une grande générosité : il fit d'Angers un centre culturel et politique important ou il entretint une cour littéraire et savante. Il aménagea les douves du château en ménagerie, créa des lieux de promenades et des jardins fleuris. Il établit, à Angers, le second ordre du Croissant, totalement distinct du précédent. L'ambition de cet ordre était d'être d'un niveau de prestige comparable à celui de la Toison d'Or, créé quelques années auparavant. Il fait également construire près d’Angers trois manoirs de campagne : Haute-Folie, Reculée et Chanzé, près de la Baumette où il fonde en 1451 un couvent. Il lègue à sa mort la tenture de l’Apocalypse à la cathédrale.
François Villon, dans son œuvre de jeunesse Le Lais de 1457, cite Angers comme refuge après sa fuite de Paris en raison de ses larcins : « Pour obvier à ces dangers,
Mon mieulx est, ce croy, departir.
Adieu! Je m'en vois à Angers. »

En 1474, Louis XI manœuvre contre le bon roi René, dont il désire annexer son domaine angevin. Le roi de France se rend à Angers avec son armée, sous couvert d'une visite de courtoisie. La surprise et la stupéfaction sont énormes : le roi demanderait les clefs de la capitale de l'Anjou. Louis XI installe aussitôt une garnison dans le château d'Angers et en confie le commandement à Guillaume de Cerisay. À soixante-cinq ans, le roi René ne veut point commencer une guerre avec son neveu le Roi de France. René lui cède son royaume sans combattre. L'Anjou cesse dès lors d'être un apanage et entre définitivement dans le domaine royal. Le roi René fut enterré à sa mort en la Cathédrale Saint-Maurice d’Angers.

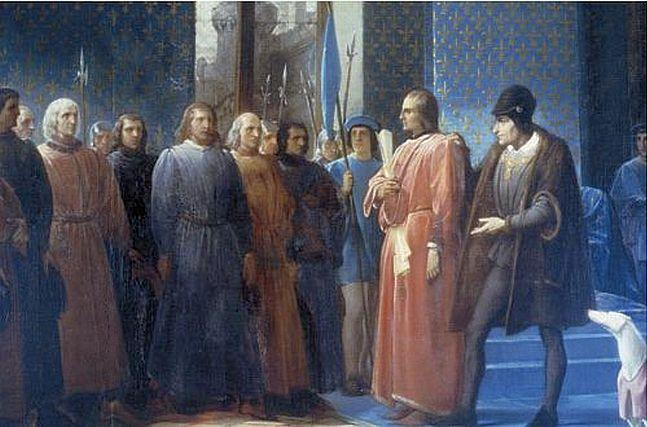
Remise de la charte aux bourgeois d'Angers par Louis XI (Jules Dauban, 1901).

Louis XI cherche alors à se concilier la bourgeoisie locale. Il accorde ainsi en 1475 une grande charte communale qui crée la mairie. Celle-ci sera composée d'un maire, de dix-huit échevins et de trente-six conseillers, d'un procureur et d'un clerc, tous élus à vie, à l’exception du maire élu pour trois ans. Le premier d’entre eux, Guillaume de Cerisay, est imposé par le Roi. La ville est exemptée de taille, de gabelle et de service armé et bénéficie de droits de police et justice. Elle utilise en guise de sceau les armoiries actuelles : écu chargé d'une clef en pal, accostée en chef de deux fleurs de lys.
La ville s’illustre par sa vie intellectuelle et universitaire : Angers est en 1476 la cinquième ville de France à voir l’installation d’une imprimerie (après Strasbourg, Paris, Lyon et Toulouse). L'université forme plusieurs personnalités de premier plan, comme Guillaume Poyet, futur chancelier de François Ier et auteur de l'ordonnance de Villers-Cotterêts ; Ambroise Paré fait une partie de ses études à la faculté de médecine.
Située entre les villégiatures royales de Touraine et une Bretagne qui ne désarme pas, Angers accueille fréquemment les monarques. En 1499, lors de l’arrivée de Louis XII, la ville fait un certain nombre d’aménagements parmi lequel l’apposition à la porte Lionnaise – par où passera le Roi – de l’acrostiche ci-contre.

#### Les Templiers
Les Templiers possèdent à Angers une commanderie hors l'enceinte de la ville au lieu-dit Saint-Laud depuis le XIIe siècle. Elle comprenait maison, chapelle, grange, pressoir, étable, jardins, le tout dans un enclos,. La commanderie reçut le 20 janvier 1202 une rente de cent livres du roi Jean d'Angleterre,. Lors de la dévolution des biens de l'ordre du Temple la commanderie fut reprise par les Hospitaliers de l'ordre de Saint-Jean de Jérusalem. Avant la Seconde Guerre mondiale il était encore possible de voir les bâtiments qui furent détruits par un bombardement de mai 1944. Il est possible de reconnaitre dans un bâtiment d'une association sportive au 7 de la rue du Temple les restes de la chapelle complétement remaniée.

#### Les Hospitaliers
Les Hospitaliers de l'ordre de Saint-Jean de Jérusalem possèdent à Angers une commanderie en chambre priorale (à la disposition du prieur) depuis 1206,. La commanderie était située à l'intérieur de l'enceinte de la ville à l'angle de la rue David d'Angers et de la rue Grandet. Il ne subsiste absolument aucun bâtiment du prieuré.

## Époque moderne
La prospérité s’installe et en 1538, Angers apparaît comme l’une des seize plus importantes villes du royaume. Dès 1509, le diocèse procure à la ville un établissement préparatoire à l'université, le collège d'Anjou (dit aussi « Collège Neuf »). Les marchands angevins expédient vers Paris et les grands ports de l'Atlantique les produits du duché : toiles, vins, ardoises, tuffeau. Cette prospérité s’accompagne de l’édification de riches bâtisses (en pierre, dans une ville où les constructions sont majoritairement en bois) : logis Barrault, hôtel des Pénitentes ou encore logis Pincé. Afin de faciliter le commerce fluvial, le port Ayrault est creusé en 1556. Un premier plan de la ville est par ailleurs établi par Adam Vandelant en 1576.

Vues d'Angers
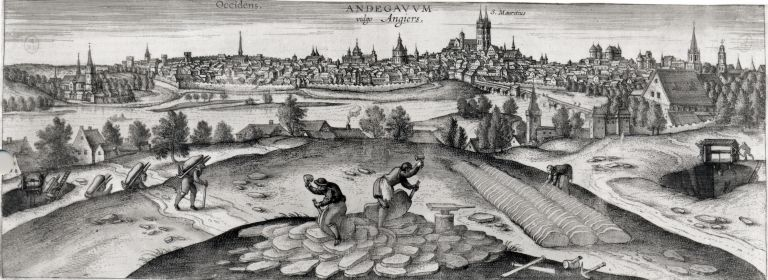
Vue d'Angers depuis le plateau des Capucins, Hougfnaglius, 1561.
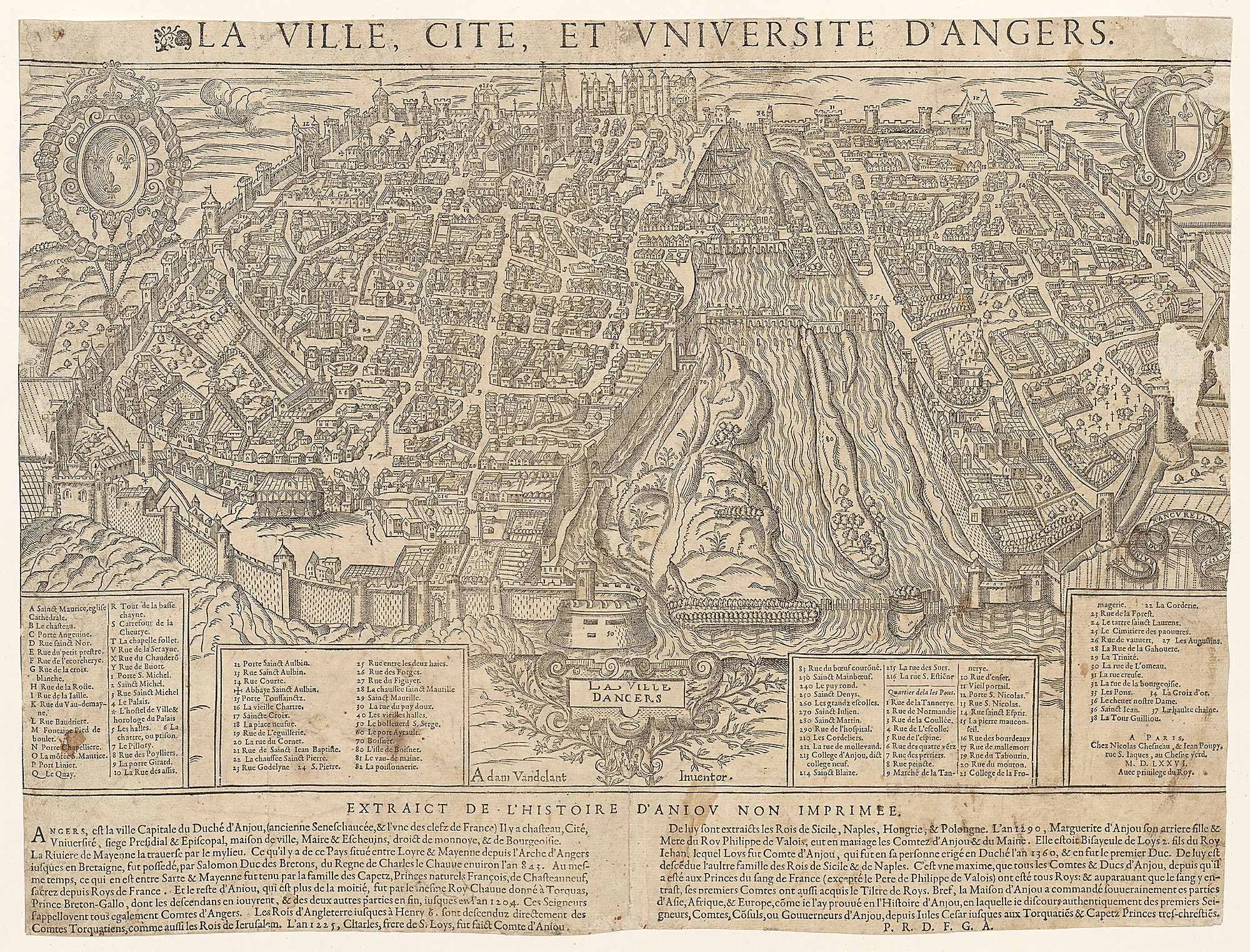
Plan de la ville d'Adam Vandelant, 1576.

La réforme protestante est bien accueillie dans la région – une église apparait en 1555, la deuxième en France. En 1560 a lieu la journée des mouchoirs : l’élection des délégués aux États généraux dégénère après la razzia protestante au sein des représentants de la noblesse. Des mouchoirs sont alors utilisés par les protestants pour se reconnaitre durant l’émeute. Finalement de nouvelles élections sont tenues et voient les catholiques l’emporter. Les protestants parviennent cependant à se rendre maîtres de la ville entre avril et mai 1562. La répression sera sanglante : 50 exécutions et 244 condamnations à mort par contumace.
Charles IX passe dans la ville lors de son tour de France royal (1564-1566), accompagné de la Cour et des Grands du royaume : son frère le duc d’Anjou, Henri de Navarre, les cardinaux de Bourbon et de Lorraine. À ce moment, les catholiques ont repris les choses en main à Angers : le catholique Puygaillard, remplissant les charges de gouverneur d’Anjou, de la ville et du château d’Angers est placé à la tête de la municipalité par les officiers du roi, une milice bourgeoise maintient l’ordre, et l’évêque Bouvery met en place une « ligue angevine ».

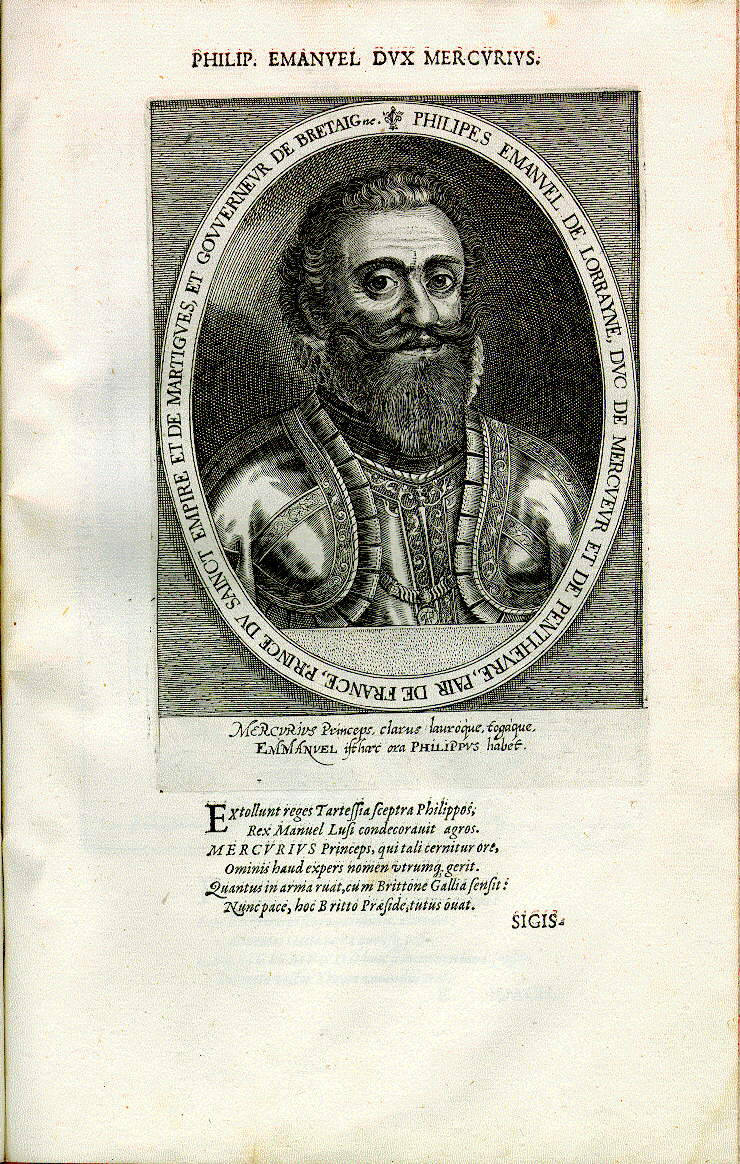
Le duc de Mercœur

Le comte de Montsoreau y apporte la nouvelle du massacre de la Saint-Barthélemy fin août et y dirige le massacre des protestants dont les corps sont jetés dans la Mayenne. Ce sont les échevins qui arrêtent les massacres.
En 1576, François d’Alençon, devenu duc d’Anjou en ayant reçu l’Anjou en apanage, Monsieur nomme Bussy d’Amboise gouverneur du duché. Il devient ainsi commandant du château d’Angers et gouverneur de l’Anjou. Redoutable aventurier, Louis de Clermont, sieur de Bussy d’Amboise, rançonne la région, à la tête d’une bande de coupe-jarrets. Bussy est finalement victime de son arrogance. Le 19 août 1579, alors qu’il tentait de séduire la dame de Montsoreau, il est tué dans le piège que lui avait tendu le mari de celle-ci, Charles de Chambes, comte de Montsoreau.
En 1585, Henri III nomme le comte Antoine de Silly, sieur de La Rochepot, gouverneur de l’Anjou et la même année nomme également Pierre de Donadieu, sieur de Puycharic, capitaine-gouverneur du château d’Angers. La Ligue et le duc de Guise menaçant de s’emparer du château, Henri III donne la même année l’ordre d’en détruire la partie nord. Donadieu de Puycharic sauve l’édifice de la mutilation en découronnant les tours pour y aménager des plates-formes d’artillerie. La Rochepot et Donadieu-de-Puycharic restent fidèles au roi de France et combattent par la force les ligueurs catholiques opposés à Henri III, puis en 1589, à son successeur Henri IV. Le roi de Navarre les récompense pour leur loyauté en les élevant à la dignité de chevalier de l’Ordre de Saint-Michel en 1593 pour Puycharic et chevalier de l’Ordre du Saint-Esprit en 1595 pour La Rochepot. En 1596, Henri IV désigne Puycharic comme Sénéchal d’Anjou.
En 1598, l’édit de Nantes est préparé à Angers par Henri IV. Du 6 mars au 12 avril 1598, Henri IV fait d’Angers sa capitale d’un moment. Face à la Bretagne longtemps indépendante, Angers, bien située aux marches du royaume, était une place forte d’importance tenu par son fidèle gouverneur Puycharic.
Le sieur de La Rochepot, gouverneur de l'Anjou et Puycharic lieutenant du gouverneur, organisent avec la population et les édiles locaux, l’accueil et le séjour du Roi de France.
Arrivé à Angers, Henri IV multiplie les gestes symboliques pour rallier tout à fait les catholiques d’esprit ligueur. Il se rend à la cathédrale pour entendre la messe. Il reçoit à genoux, à l’entrée de l’église, la bénédiction de l’évêque. Quelques jours après, il suit la procession des Rameaux, une palme à la main et son collier de l’ordre du Saint-Esprit sur les épaules. Henri IV lave les pieds à treize pauvres au palais épiscopal et touche les malades des écrouelles sur le parvis de la cathédrale suivant la tradition royale. Enfin il pose la première pierre du couvent des Capucins, toujours à Angers.
Pendant ce temps le duc de Mercœur envoie sa femme, la duchesse de Mercœur, en compagnie de ses représentants auprès du roi de Navarre, pour négocier sa soumission. La Bretagne se soulève contre son duc et Mercœur perd plusieurs places fortes bretonnes qui rallient le roi de France, la dernière en date Dinan dans laquelle la population, secourue par les Malouins, crie « Vive le roi », « Vive la liberté publique ». Henri IV refuse d’accueillir la dame de Mercœur à Angers. Elle est refoulée aux Ponts-de-Cé (faubourg sud d’Angers situé sur la Loire). Néanmoins elle rencontre la maîtresse du roi, Gabrielle d'Estrées. Les deux femmes se mettent rapidement d’accord pour un mariage entre la fille unique des Mercœur,Françoise avec César de Vendôme, fils naturel du roi et de Gabrielle d'Estrées. Après cette entrevue, Henri IV se laisse convaincre par sa maîtresse et accepte enfin de recevoir à Angers la femme de Mercœur ainsi que les délégués envoyés par son mari.
Entre deux parties de chasse, Henri IV prépare la reddition du duc de Mercœur et la préparation de l’édit de pacification. Un accord est signé avec les émissaires de Mercœur le 20 mars : il renonce à son gouvernement de Bretagne moyennant une énorme somme d’argent, mais doit consentir au mariage de sa fille unique Françoise avec César de Vendôme, fils naturel du roi et de Gabrielle d'Estrées.

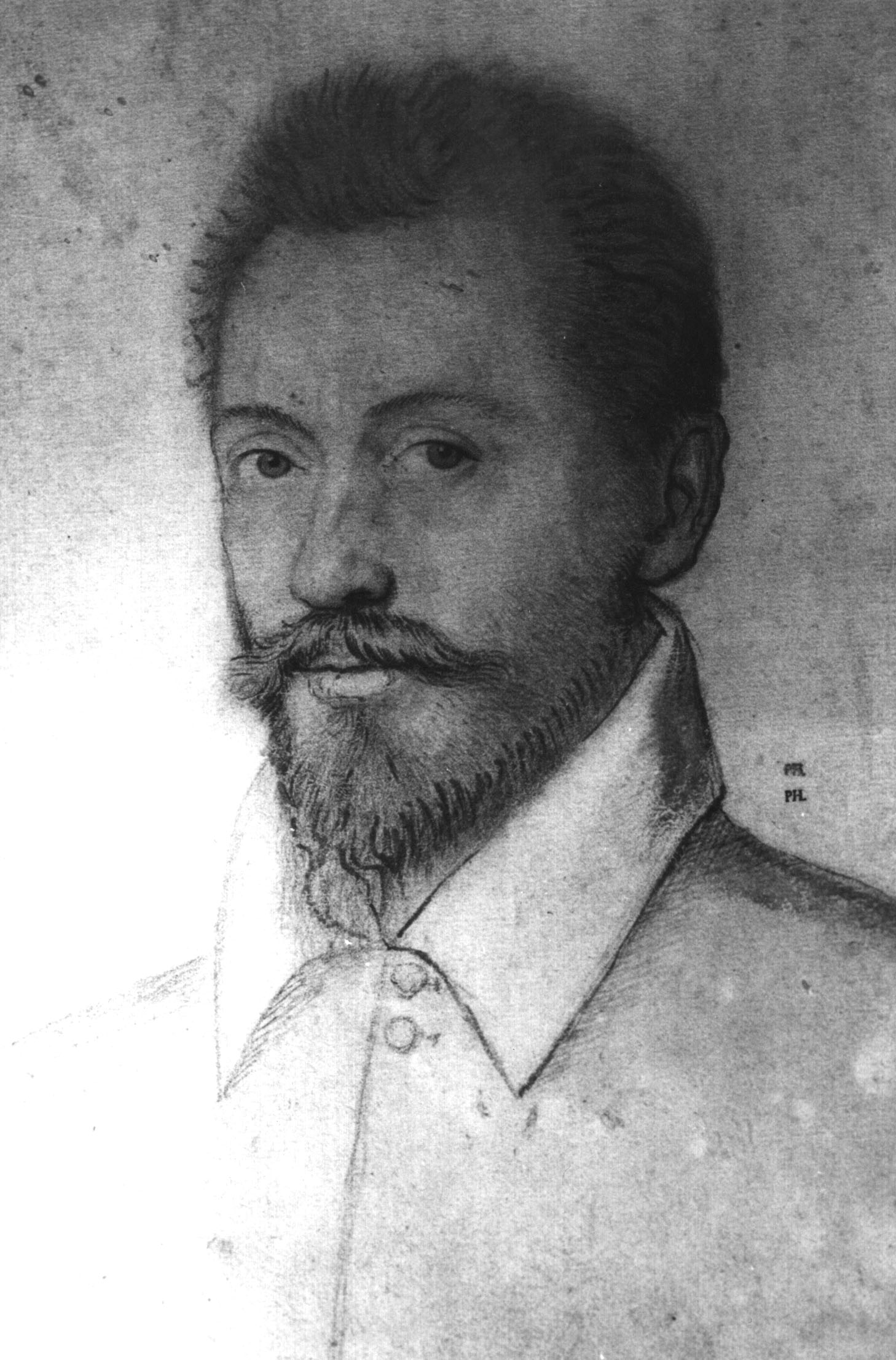
Duplessis-Mornay

Le 28 mars, le duc de Mercœur rencontre Henri IV à Briollay, chez le duc de Rohan avec lequel le roi aime chasser. Mercœur se jette aux pieds du Roi et jure de lui être fidèle. Duplessis-Mornay, ami fidèle d’Henri IV assiste à cette situation bien manœuvrée par Mercœur. Le roi n’est pas dupe et accepte cette soumission de bonne grâce. Il est vrai que Mercœur possède encore des forces militaires, notamment avec la présence de deux mille Espagnols qui campent au Pellerin le long de la Loire et de cinq mille autres au Blavet sous le commandement de son allié Don Juan d’Aguila.
Mercœur s’en retourne à Nantes. Le 23 mars un impôt est levé pour couvrir les frais de réception pour l’accueil du roi de France. Entretemps, Mercœur démobilise ses propres troupes.
Le contrat de mariage est signé au château d’Angers le 5 avril 1598.
Le roi peut alors quitter définitivement Angers pour Nantes le 12 avril, laissant son grand conseil au couvent des Jacobins d’Angers mettre la dernière main à la rédaction de l’édit qui sera signé à Nantes, vraisemblablement le 30 avril 1598. Henri IV reçoit les ambassadeurs d’Angleterre et des Provinces-Unies qui tentent de le persuader de continuer la guerre contre l’Espagne mais le roi de Navarre tient à mettre un terme à tant d’années de souffrances, de malheurs et de calamités dans son royaume, comme le rapporte Sully.

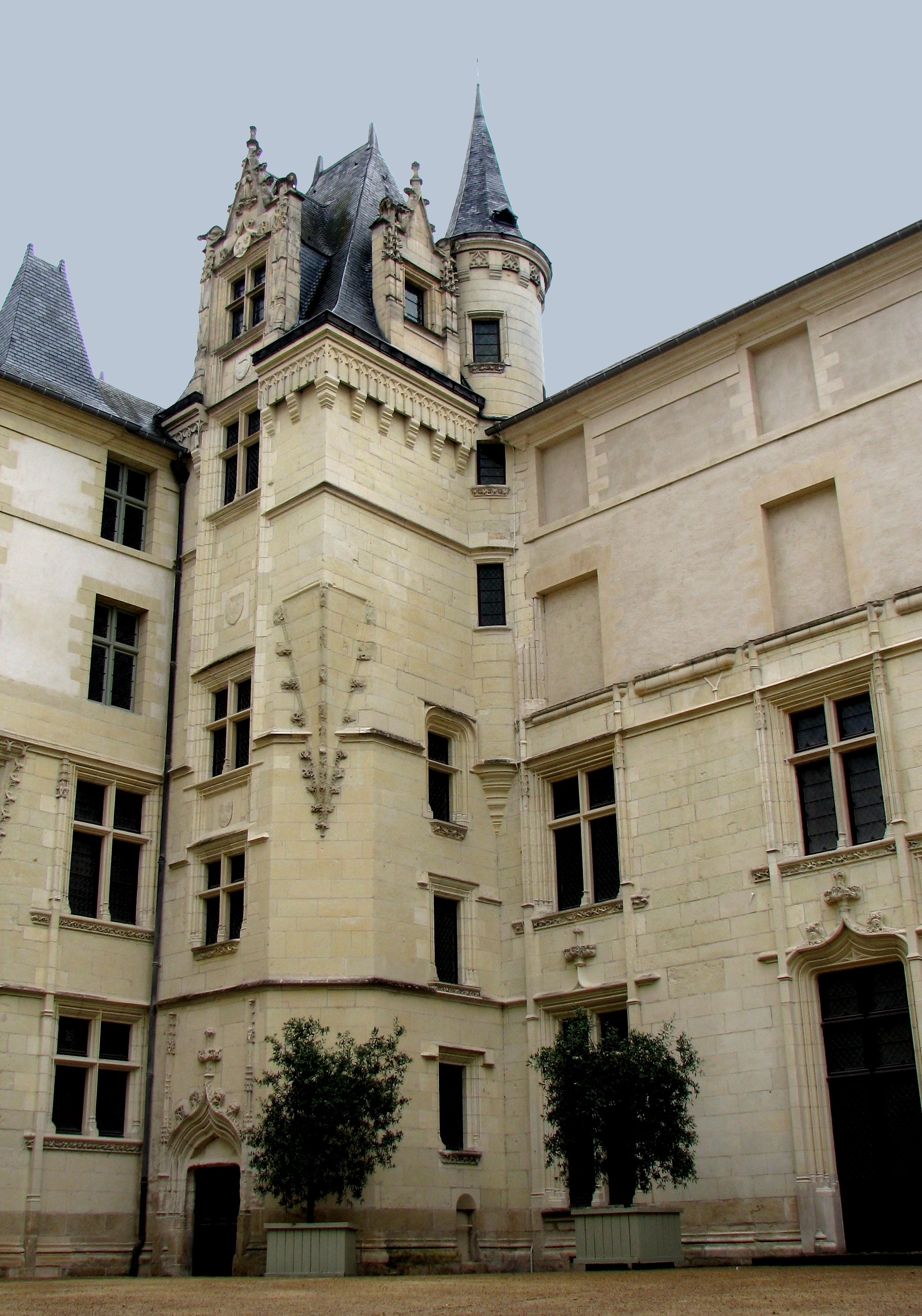
Logis Barrault où séjournèrent Henri IV et Marie de Médicis.

En 1619, Louis XIII autorise Marie de Médicis à résider avec sa cour à Angers. Elle s'installe dans le Logis Barrault avec son aumônier Richelieu. En août 1620 eut lieu la bataille des Ponts-de-Cé – connue également sous le nom de « drôlerie des Ponts-de-Cé » – entre les partisans du roi et ceux de sa mère. Par la défection de ses principaux nobles, les troupes de Marie de Médicis furent bientôt sans commandement et l'armée royale n'eut plus qu'à disperser ses fantassins dans une « drôlerie » générale. Trois jours plus tard, le 10 août, est signé le traité d'Angers : par crainte de voir sa mère poursuivre ses complots, le roi accepte son retour à la cour de France et se réconcilie avec elle par l'entremise de Richelieu, alors évêque de Luçon.
À l'instigation des échevins, les Oratoriens reprennent la gestion du Collège d'Anjou en 1624, et même entreprennent, rue Boisnet, la construction d'un grand corps de logis pour les classes, en 1691 ; mais la chapelle ne sera établie qu'en 1719. C'est dans cet établissement que Buffon se perfectionne en mathématiques au contact du père de Landreville.
En 1651 et 1711, la commune est victime de crues très importantes : la Maine semble avoir dépassé les 7 m, soit des hauteurs d’eau supérieures à la crue historique de 1995.
Le XVIIe siècle est marqué par une grave épidémie de peste en 1626 et de grandes famines, autour des années 1630 et 1661. En 1640, Louise de Marillac fonde à Angers une communauté des Filles de la Charité, à l’hôpital Saint-Jean. Saint Vincent de Paul se rend même à Angers en 1646. En 1649, face aux famines, épidémies et à une pression fiscale de plus en plus excessive, les Angevins se révoltent : c'est le commencement de la Fronde angevine. La répression par les troupes royales est évitée de justesse grâce à l'intervention de l'évêque Henri Arnauld. La ville est néanmoins sanctionnée par le pouvoir royal pour sa participation à la Fronde et perd son privilège de libre élection du conseil de ville. L’époque est difficile et la population diminue drastiquement : il faudra attendre le début du XIXe siècle pour qu’Angers retrouve sa population de 1650 (32 000 habitants). Un recensement est effectué en 1769 et la ville compte alors 25 044 habitants au sein de 4 116 maisons.
Au XVIIIe siècle, l’économie de la ville est morose malgré le développement d’industries textile, sucrière et ardoisière. La ville évolue peu et ne se modernise pas. Les échevins n’ont pas de projet urbanistique comme leurs voisins nantais. Le maintien des vieilles fortifications, archaïques, s’explique par exemple par le besoin de prélever l’octroi. À l’inverse, la vie culturelle ne faiblit pas : une Académie royale des Sciences et Belles-Lettres est créée en 1685 sur le modèle de l'Académie française ; un théâtre est ouvert en 1763 ; un premier hebdomadaire, les Affiches d'Angers, apparait en 1773 ; une société de concerts est constituée ; un jardin botanique est enfin créé rue Bressigny.

## Révolution française et Empire

Le département de Maine-et-Loire au sein de l'ancienne province d'Anjou.

Lors de la Révolution, un parti patriote émerge à Angers autour notamment de Volney et La Révellière-Lépeaux. Entre 1790 et 1794, la nouvelle commune d'Angers absorbe celles voisines de Saint-Augustin, Saint-Léonard et Saint-Samson  ; trois communes dont les appellations révolutionnaires étaient respectivement Peu-de-Fonds, Fruits-Sucrés et Gaie-Vallée. La ville atteint dès lors sa superficie actuelle et compte 33 900 habitants.
En 1790 est créé le département de Maine-et-Loire (le nom de Mayenne-et-Loire apparait cependant quelques fois) dont le siège est fixé à Angers – les représentants de Saumur ont tenté en vain de partager le chef-lieu ou d’établir une alternance entre les deux villes. Il reprend en grande partie les anciens territoires de l’Anjou.
La Constitution civile du clergé fait apparaître les premières tensions. En effet, seuls 22 % des ecclésiastiques prêtent serment. La guerre de Vendée va ensuite marquer profondément la cité. Le 18 juin 1793, la ville est prise sans combat par les Vendéens qui l'occupent pendant plusieurs jours. Lors de la Virée de Galerne, les Vendéens tentent de reprendre la ville les 3 et 4 décembre 1793, mais ils sont cette fois repoussés par la garnison républicaine. Pendant la Terreur, une guillotine est installée sur l'actuelle place du Ralliement. À Angers même, 290 prisonniers sont fusillés ou guillotinés et 1 020 meurent en prison par les épidémies. Dans les environs de la ville, environ 5 000 à 6 000 Vendéens, hommes et femmes, sont fusillés à Avrillé, aux Ponts-de-Cé et Sainte-Gemmes-sur-Loire, entre décembre 1793 et avril 1794,. Certaines victimes sont condamnées après une comparution sommaire devant une Commission militaire révolutionnaire, d'autres sont exécutées sans jugement.
La physionomie de la ville commence à changer à la même époque. En 1791 la place du Ralliement est aménagée à la suite de la destruction de trois églises. Mais surtout, en 1807, Napoléon autorise par un décret impérial la destruction des fortifications médiévales de la ville qu'il visite l'année suivante.

## Époque contemporaine

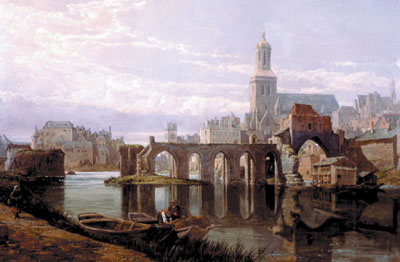
Vestige du pont des Treilles d'Angers, détruit définitivement au XIXe siècle (Angers on the Loire, George C. Stanfield, vers 1859).

### Le réveil de la ville auXIXesiècle
Le XIXe siècle voit se poursuivre ces profondes modifications du paysage urbain. Dans la foulée du décret napoléonien, la ceinture de boulevard est achevée vers 1850-1860 et des ponts sont construits dans son prolongement. Ils prennent les noms de ponts de la Basse-Chaîne et de la Haute-Chaîne en raison de celles qui barraient la rivière au Moyen Âge afin d'empêcher toute intrusion dans la ville. Les chaînes amont étaient arrimées sur la Tour des Anglais dans la Doutre. En 1850, le pont de la Basse-Chaîne s’effondre lors d’une revue et provoque la mort de 225 personnes, principalement des soldats du 3e bataillon du 11e régiment d'infanterie légère. Le pont des Treilles, en ruine depuis 1711, est quant à lui définitivement démoli en 1855 puis 1890 alors que le Grand pont, le plus ancien de la ville, est reconstruit entre 1846 et 1848.

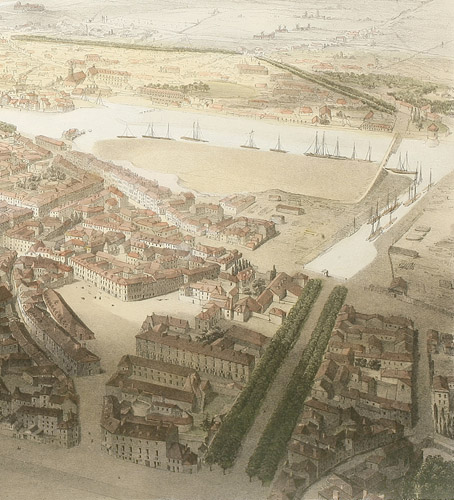
Le port Ayrault en 1848 avant son comblement et l'urbanisation des Luisettes (Alfred Guesdon).

Le quartier des Luisettes (actuel quartier Thiers-Boisnet) s’urbanise à compter de 1840. Jusqu’en 1623, il s’agissait d’une île faite de prairies inondables près de laquelle fut construit l’ancien port Ayrault, comblé à la fin des années 1860. De la même manière, l’ancien Canal des Tanneries est comblé en 1866 et laisse place à l’actuel boulevard Henri-Arnauld ; par conséquent, l’ancienne île des Carmes est rattachée à la Doutre. Le bâti médiéval y est profondément remanié.
En 1849, c’est le chemin de fer qui fait son apparition dans la ville en présence de Louis-Napoléon Bonaparte. La gare Saint-Laud est inaugurée en 1853 et la gare Saint-Serge en 1878.

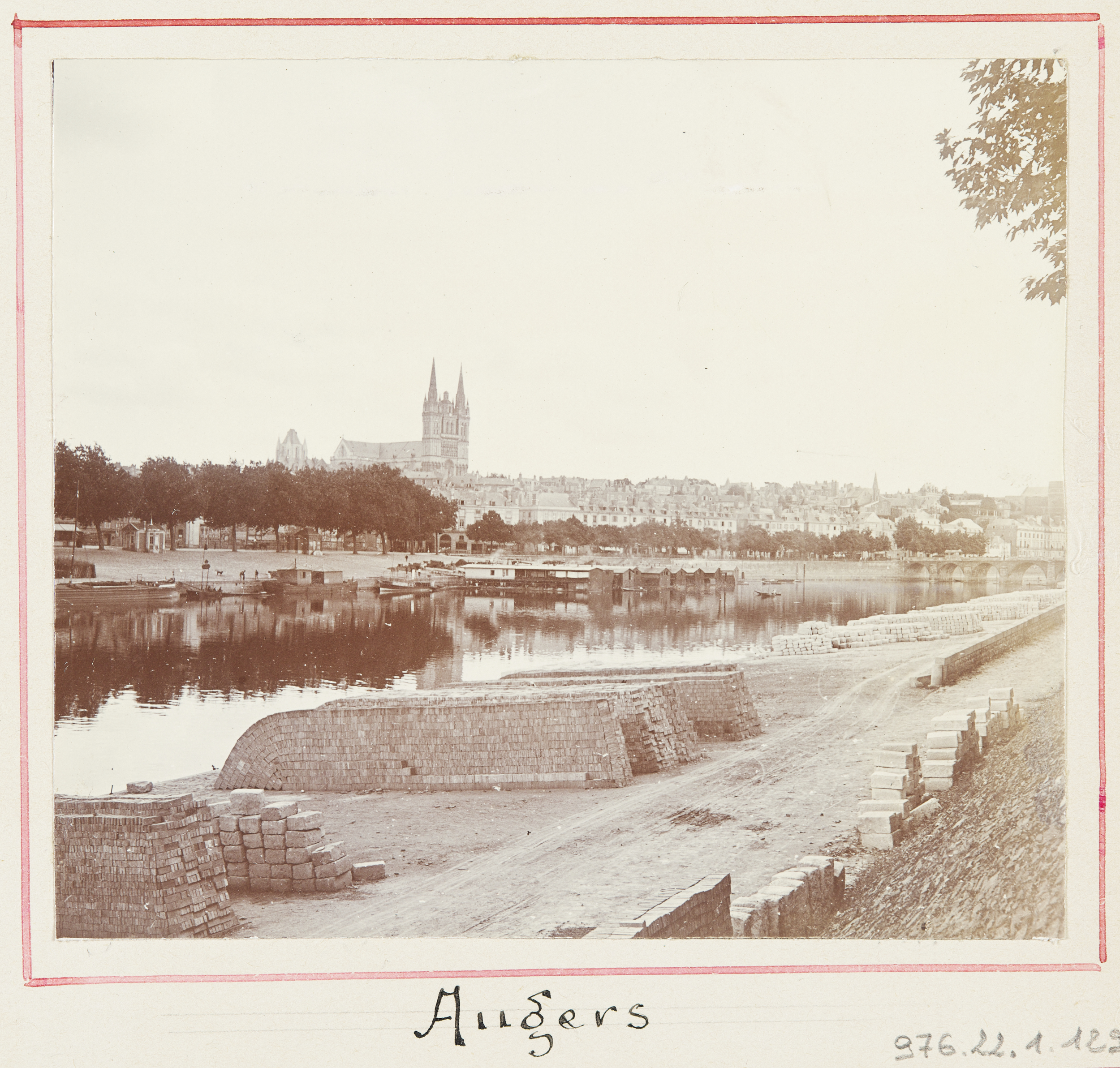
La construction du quai Monge.

Le Second Empire voit un accroissement de ces travaux d’urbanisation : de nouvelles artères sont percées, notamment dans le centre-ville qui est totalement réaménagé autour d’immeubles de style haussmannien. En parallèle, la ville reste un centre culturel et intellectuel. Plusieurs sociétés savantes sont créées et le Grand-Cercle accueille Gounod, Delibes, Saint-Saëns, etc. De nombreuses écoles s’y installent : Arts et Métiers dès 1815 puis Beaux-Arts, notariat ou encore agriculture. Surtout une nouvelle université apparait en 1875, l’Université catholique de l’Ouest. Première « faculté libre » de France, elle succède à l’université médiévale disparue sous la Révolution – celle-ci avait supprimé les universités et malgré leur renouveau sous Napoléon, il n’y en avait plus à Angers. Lors de ses échanges épistolaires avec son homologue d’Angers, Monseigneur Freppel, l’évêque de Quimper donne une image de la ville des plus étonnantes : « Angers est une des villes les plus dangereuses pour la jeunesse. C’est une ville de plaisirs plutôt que d’études. La vie y est fort légère ».
À partir de 1835 sont organisées des expositions industrielles et artistiques. Fort de sa tradition pépiniériste et horticole, Angers organise en 1842 des expositions de roses et de dahlias et en 1849, la poire « Doyenné du Comice » est inventée au Jardin fruitier. André Leroy possède à la même époque la plus grande pépinière d’Europe et concevra le jardin du Mail en 1858. La vie économique s’organise autour de ces activités agricoles mais également dans le domaine de la distillerie (Cointreau, Giffard), de l’extraction ardoisière, du parapluie et du textile (transformation du chanvre et du lin). En 1901, la Société anonyme des filatures, corderies et tissages Bessonneau emploie ainsi plus de cinq mille personnes.

Les nouveaux boulevards
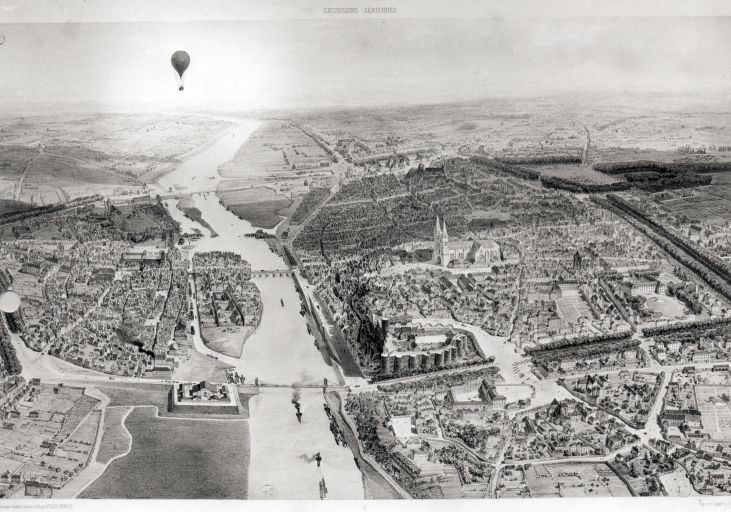
Angers vers 1850. Les nouveaux boulevards sont bien visibles.
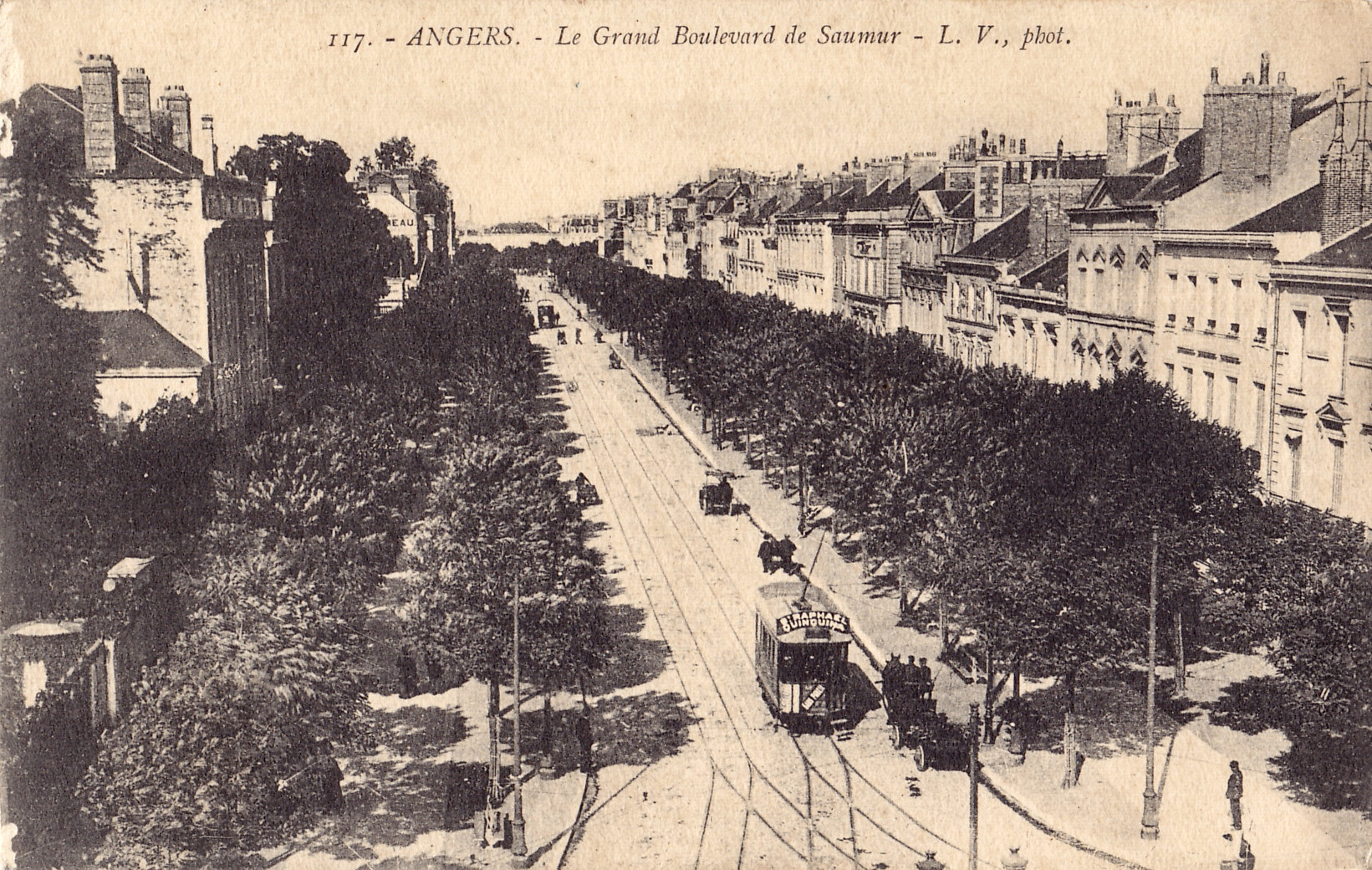
Le boulevard de Saumur, actuel boulevard Foch.
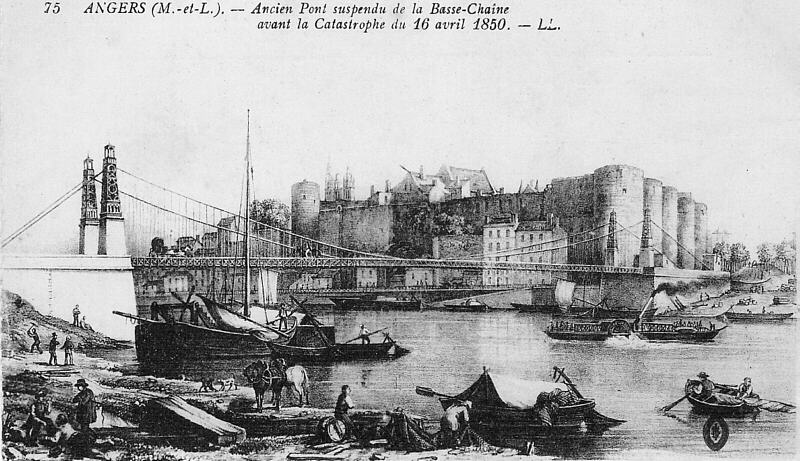
Le pont de la Basse-Chaîne avant son effondrement.

### LeXXesiècle
En 1910, la commune est victime d’une crue très importante ; le niveau de la Maine atteint 6,63 m au pont de Verdun et la période de hauteur d’eau importante dure 110 jours.

#### Début du siècle
Cette euphorie s’arrête au lendemain de la Première Guerre mondiale. Si la ville n’a pas souffert directement de cette dernière, les conséquences démographiques sont importantes et la population stagne alors que l’économie est à bout de souffle. La municipalité propose néanmoins en 1934 un grand projet d’urbanisme « d'aménagement, d'embellissement et d'extension ». De ce vaste programme ne sera réalisé que le nouveau parc de la Garenne…

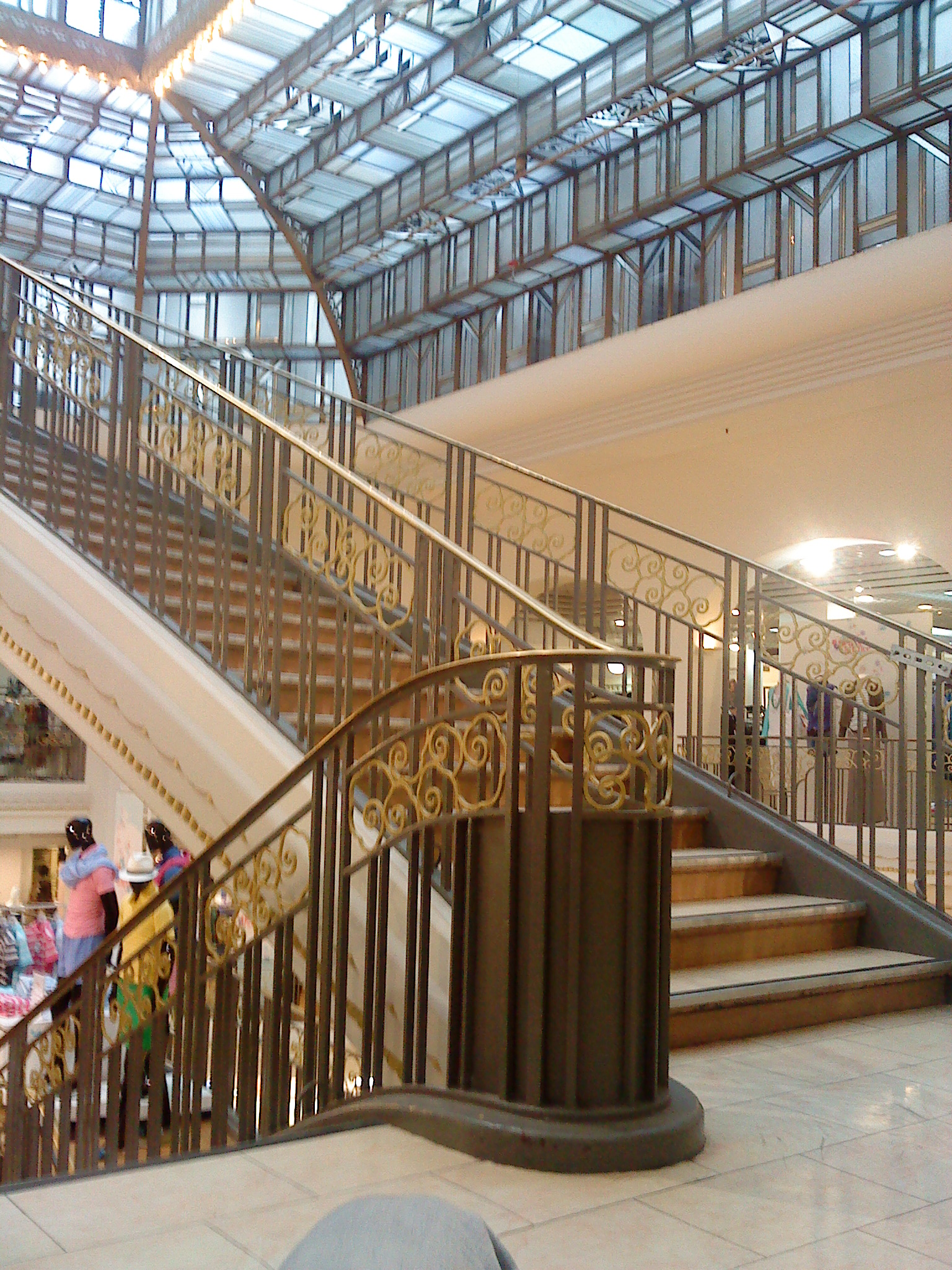
L'escalier et la grande verrière Art Déco des Nouvelles Galeries.

Au début du XXe siècle, la ville s’enrichit cependant au niveau universitaire et culturel : en 1898 est fondée l’École supérieure d’agriculture et de viticulture – qui deviendra par la suite l'École supérieure d'agriculture d’Angers (ESA) – et en 1909, c’est au tour de l'École supérieure des sciences commerciales d'Angers (ESSCA). L'actuelle université d’État ne sera elle formellement établie qu'en 1971, en parallèle de l'université catholique. Toujours au début du siècle, plusieurs bâtiments à l’architecture remarquable sont construits. Le music-hall Alcazar ouvre ses portes en 1892 dans un immeuble dans le plus pur style Art nouveau. Les Nouvelles Galeries sont inaugurées quant à elles le 6 avril 1901. Elles proposent des produits de luxe et exotique sur le modèle des grands magasins parisiens. En 1926, elles s'agrandissent jusqu'à la place du Ralliement à l'emplacement de l'ancien Grand Hôtel qui fut remanié dans le style Art déco pour faire partie intégrante du bâtiment. Enfin, entre 1927 et 1929 est construite la « Maison bleue » dans le style Art déco également. Elle doit son nom à son décor de mosaïques bleues, l’un des plus beaux exemples en France dans l’architecture privée. L’un des appartements, celui du promoteur, est lui-même entièrement décoré. L’hôtel des postes construit en 1929 ainsi que le bâtiment de la Compagnie française d'aviation de 1938 sont deux autres exemples majeurs d’architecture Art déco à Angers.

#### La Seconde Guerre mondiale
Lorsque la Seconde Guerre mondiale éclate, la ville reçoit le gouvernement polonais en exil, au château de Pignerolle. Entre 1939 et 1940, Angers devient de facto capitale de la Pologne. L'ambassadeur de France en Pologne explique ce choix : « L'éloignement par rapport aux frontières, les communications faciles avec Paris, la possibilité d'installer le Président de la Pologne dans la propriété de Pignerolle, le caractère paisible de la population et les liens unissant l'Anjou à la Pologne à travers l'histoire de la reine Hedwige. » Les Allemands s’y installent le 8 juillet 1940, alors que le gouvernement polonais s’exile à Londres. À partir de 1941, les Allemands font d’Angers le siège de la Kommandantur de l’Ouest de la France puis l’Amiral Dönitz installe à Pignerolle son centre de communication sous-marin : dix bunkers sont construits, dont l’un est relié au château par un souterrain. En octobre 1941, après l'attentat contre le Feldkommandant Karl Hotz, une partie des tractations entre Allemands et Français de Vichy pour déterminer une liste d'otage a lieu à la Kommandantur d’Angers. La même année, Victor Chatenay crée le premier mouvement de résistance angevin qui portera le nom d’« Honneur et Patrie ».
En 1942, Angers devient le centre régional de la Gestapo. Résistance et répression vont de pair. Les rafles débutent : 60 personnes sont fusillées sur le champ de tir de Belle Beille, 879 juifs sont déportés vers Auschwitz. En 1944, il ne reste plus que 22 juifs dans le département. En mai 1944, les premiers bombardements alliés marquent le début des destructions liées à la guerre. Le bilan est lourd : 418 morts, plus de 360 blessés, 7 000 sinistrés, 1 300 maisons détruites ou inhabitables. Le 10 août 1944, lors de l’entrée des troupes du Général Patton, Michel Debré se présente à la préfecture, sans heurt. Il devient le commissaire de la République pour la région d’Angers, jusqu’en avril 1945.

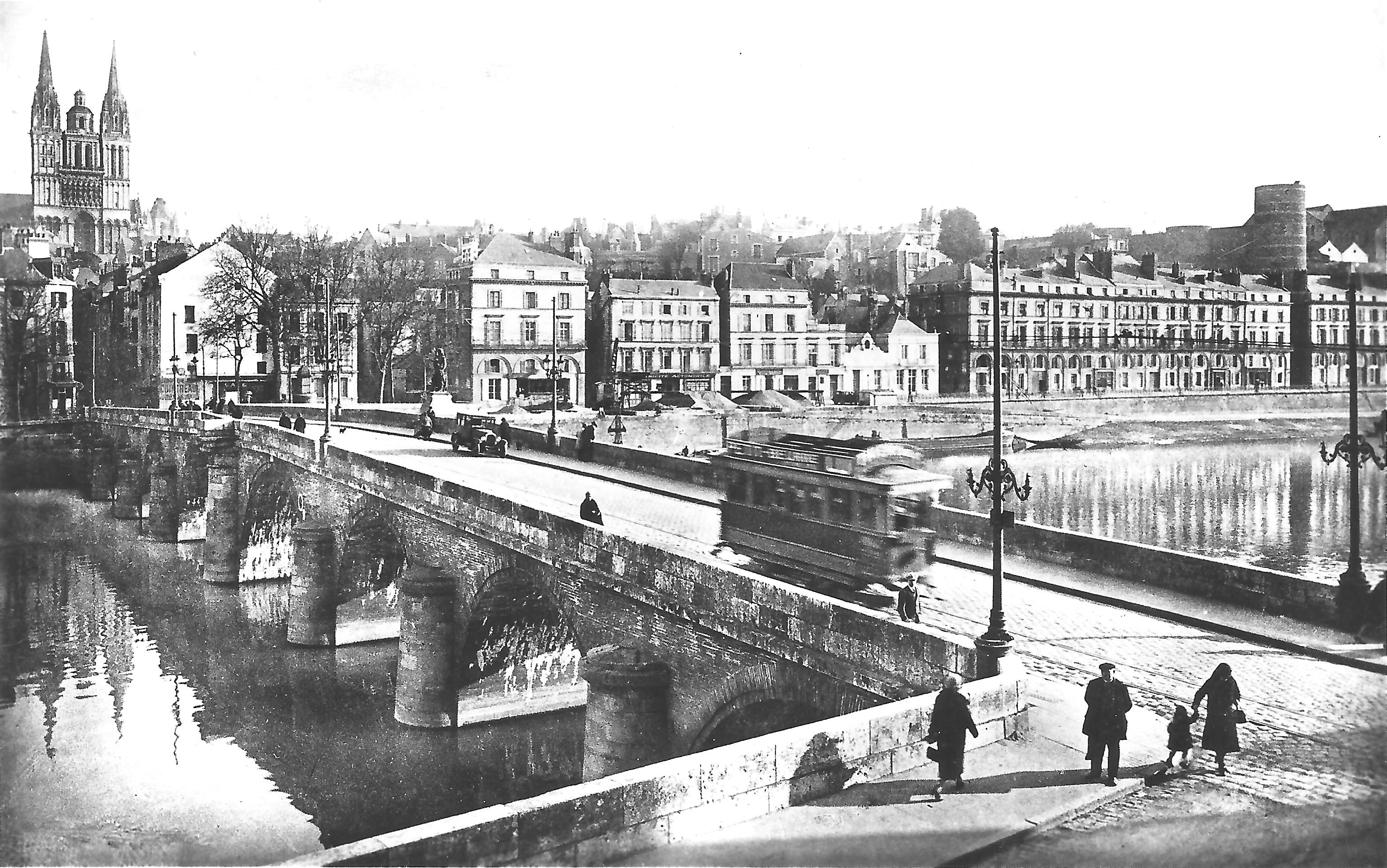
À l'arrière plan sont visibles les anciennes habitations du Quai Ligny, détruites à partir de 1970.

Le 27 mars 1949, le général de Montsabert remet à la ville la Croix de guerre avec palme.

#### Fin du siècle
L’après-guerre voit l’élection du premier maire socialiste de l’histoire d’Angers puis, de 1947 à 1959, Victor Chatenay, ami du général de Gaulle, est premier magistrat. Le dynamisme revient : la ville dépasse les 100 000 habitants en 1954 ce qui conduit, en parallèle des nécessités de la reconstruction, à édifier de nouveaux ensembles de logements (le quartier de Belle-Beille et la Cité Verneau sont mises en chantier dès 1953) et 2001. La ville inaugure ainsi successivement quatre nouveaux quartiers périphériques : Belle-Beille, Monplaisir, la Roseraie et enfin le Lac de Maine, édifié à partir de 1970 autour d’une base de loisirs. C’est également à la même époque que les habitations du quai Ligny sont détruites et que la voie rapide est construite sur les berges de la Maine.
En 1954, alors que le ministère de la Guerre vient de quitter le château s’ouvre la galerie de l’Apocalypse. En 1966, Simone Lurçat, femme de Jean Lurçat, lègue le Chant du monde à la ville d'Angers pour faire écho à cette dernière et qui avait marqué son époux. L'œuvre est installée dans l'ancien hôpital Saint-Jean qui deviendra le Musée Jean-Lurçat et de la tapisserie contemporaine.
Alors que les Établissements Bessonneau, si prospères au début du siècle, ferment définitivement leurs portes en 1966, l’économie repart néanmoins grâce à l’arrivée de nouvelles entreprises : Thyssen en 1948, Thomson en 1957, Bull en 1961, etc. Plus tard, c’est notamment le constructeur automobile suédois Scania qui installera son siège social français à Angers, en 1991.

### LeXXIesiècle
La ville se spécialise dorénavant dans les technologies de la santé et plus encore la filière végétale. L'horticulture est l'un des principaux secteurs d'activité de l'économie angevine et était remarquable dès le XIXe siècle comme l'atteste cet extrait d'un document de 1865 : « Si la Touraine a été appelée à juste titre le jardin de la France, on a pu dire non moins de raison que l'Anjou en est la pépinière. Le climat exceptionnel dont jouit cette province, la nature de son sol, la position de sa capitale, (...) en un mot un concours heureux de circonstances naturelles ou économiques, ont beaucoup contribué à étendre et à propager dans ce beau pays un genre de culture dont l'importance s'accroit tous les jours. » L'importance de l'horticulture s'est renforcée jusqu'à faire d'Angers le premier pôle horticole d’Europe. En effet, la ville accueille un pôle de compétitivité à vocation mondiale spécialisé dans le végétal – Végépolys – regroupant 450 chercheurs. Celui-ci s'appuie d'une part sur le haut niveau de formation et d'études supérieures dispensé dans ce domaine à Angers et d'autre part sur la forte concentration de laboratoires de recherche. On y rencontre ainsi plusieurs écoles spécialisées (ESA, Agrocampus Ouest, etc.), des laboratoires de recherche du CNRS, l’INRA mais aussi la Station nationale d'essais de semences, Plantes&Cité (le centre technique national sur les espaces verts et le paysage urbain) ou encore l'office communautaire des variétés végétales dont le rôle est de protéger les nouvelles variétés végétales au sein de l'Union européenne. Enfin, un parc à thème orienté vers le monde du végétal et la biodiversité, Terra Botanica, a été inauguré en 2010.

## Blasonnement
| Armes d'Angers. | Les armes d’Angers se blasonnent ainsi : De gueules à une clef d’argent, au chef cousu d’azur chargé de deux fleurs de lys d’or. La ville d’Angers porte les armes des comtes et ducs d’Anjou, apanagistes, de sang royal, comme l’indiquent les deux fleurs de lys. La clef évoque la place forte face à la Bretagne. Le blasonnement de la ville est décrit dans un rapport au maire en décembre 1816 où il est signalé que ces armes étaient présentes sur une ancienne monnaie frappée à Angers au coin de Charles Ier de Sicile (1246-1285). En 1499, lors de l’arrivée de Louis XII, la ville se qualifie par l’acrostiche suivant : - Antique clef de France, - Necteté de souffrance, - Garant contre ennemys, - Estappe d’asseurance, - Recours de secourance, - Seccurité d’amys. Angers ayant reçu la croix de Guerre avec palme le 27 mars 1949, la décoration est alors placée entre les deux fleurs de lys. |

| Armes d'Angers sous le Premier Empire. | Pendant le Premier Empire, Angers fut au nombre des bonnes villes et autorisée à ce titre à demander des armoiries au nouveau pouvoir. Elles devenaient : « De gueules à la clef d'argent, au chef de gueules chargé de trois abeilles d'or, qui est des bonnes villes de l'Empire ». |